# Hovea linearis
Hovea linearis är en ärtväxtart som först beskrevs av James Edward Smith, och fick sitt nu gällande namn av Robert Brown. Hovea linearis ingår i släktet Hovea och familjen ärtväxter. Inga underarter finns listade i Catalogue of Life.